# کارمندان (کرمانشاه)
کارمندان نام شهرکی در شمال شرق کرمانشاه است که در منطقه ۵ شهرداری کرمانشاه قرار دارد. این شهرک از شمال با شهرک مسکن و از جنوب با فرهنگیان فاز ۲، از شرق با شهرک جوادیه و از غرب با شهرک تعاون مجاورت دارد. امروزه به جای نام شهرک کارمندان، به این محله، کارمندان می‌گویند.